# Eric Wohlberg
Eric Wohlberg (Oakville, 8 januari 1965) is een Canadees voormalig wielrenner. Hij heeft in zijn carrière vooral voor kleinere Amerikaanse ploegen gereden en heeft daardoor ook vooral kleinere en/of onbekendere koersen gereden. Voornamelijk in Noord-Amerika, maar ook koersen in Australië. Hoogtepunt in zijn carrière is ongetwijfeld het Canadees kampioenschap op de individuele tijdrit.
Na zijn actieve wielerloopbaan werd Wohlberg ploegleider.

## Belangrijkste overwinningen
1995
- Tour de Beauce

1997
- Nationaal kampioenschap individuele tijdrit, elite
- 1e etappe Ronde van Langkawi

1998
- Nationaal kampioenschap individuele tijdrit, elite

1999
- Nationaal kampioenschap individuele tijdrit, elite
- 8e etappe Ronde van Langkawi

2000
- Nationaal kampioenschap individuele tijdrit, elite
- Eindklassement Ronde van de Gila

2001
- Nationaal kampioenschap individuele tijdrit, elite
- 1e etappe Solano Bicycle Classic

2002
- Nationaal kampioenschap individuele tijdrit, elite
- Eindklassement Tour de Nez

2003
- 3e etappe Solano Bicycle Classic
- 1e etappe deel A Tour of Connecticut, New Haven criterium 1st Race
- Eindklassement Tour de Nez
- Nationaal kampioenschap individuele tijdrit, elite
- 5e etappe Herald Sun Tour
- 1e etappe Tour of Queensland

2004
- 2e etappe deel A Ronde van Wellington
- Eindklassement Ronde van Wellington
- 5e etappe Ronde van Langkawi, (ind. tijdrit)

## Resultaten in voornaamste wedstrijden
| Jaar |  | WK op de weg |
| ---- |  | ------------ |
| 2003 |  | 105e         |